# John W. Holmes
John W. Holmes (* 12. April 1917; † 25. Mai 2001) war ein Filmeditor.

## Leben
Holmes' Tätigkeit als Editor beschränkt sich auf den Zeitraum der Jahre 1964 bis 1981. Im Jahr 1964 übernahm Holmes den Schnitt einer Folge der Fernsehserie Die Seaview – In geheimer Mission. Im Anschluss war er vornehmlich für Kinoproduktionen tätig sowie einige Fernsehfilme. 
1972 erhielt er zusammen mit Stuart Gilmore eine Nominierung für den Oscar. Gemeinsam hatten sie an dem Film Andromeda – Tödlicher Staub aus dem All mitgewirkt.
Ein weiterer Höhepunkt war die Beteiligung an dem 1971 gedrehten James-Bond-Film James Bond 007 – Diamantenfieber, für dessen Schnitt er zusammen mit Bert Bates verantwortlich war. 

## Filmografie (Auswahl)
- 1964: Die Seaview – In geheimer Mission (Voyage to the Bottom of the Sea, Fernsehserie, 1 Folge)
- 1970: Das einzige Spiel in der Stadt (The Only Game in Town)
- 1971: Andromeda – Tödlicher Staub aus dem All (The Andromeda Strain)
- 1971: Mord in San Francisco (Crosscurrent)
- 1971: James Bond 007 – Diamantenfieber (Diamonds Are Forever)
- 1973: Die Geier warten schon (Showdown)
- 1980: Popeye – Der Seemann mit dem harten Schlag (Popeye)
- 1981: Inchon